# Hanger Lane (London Underground)

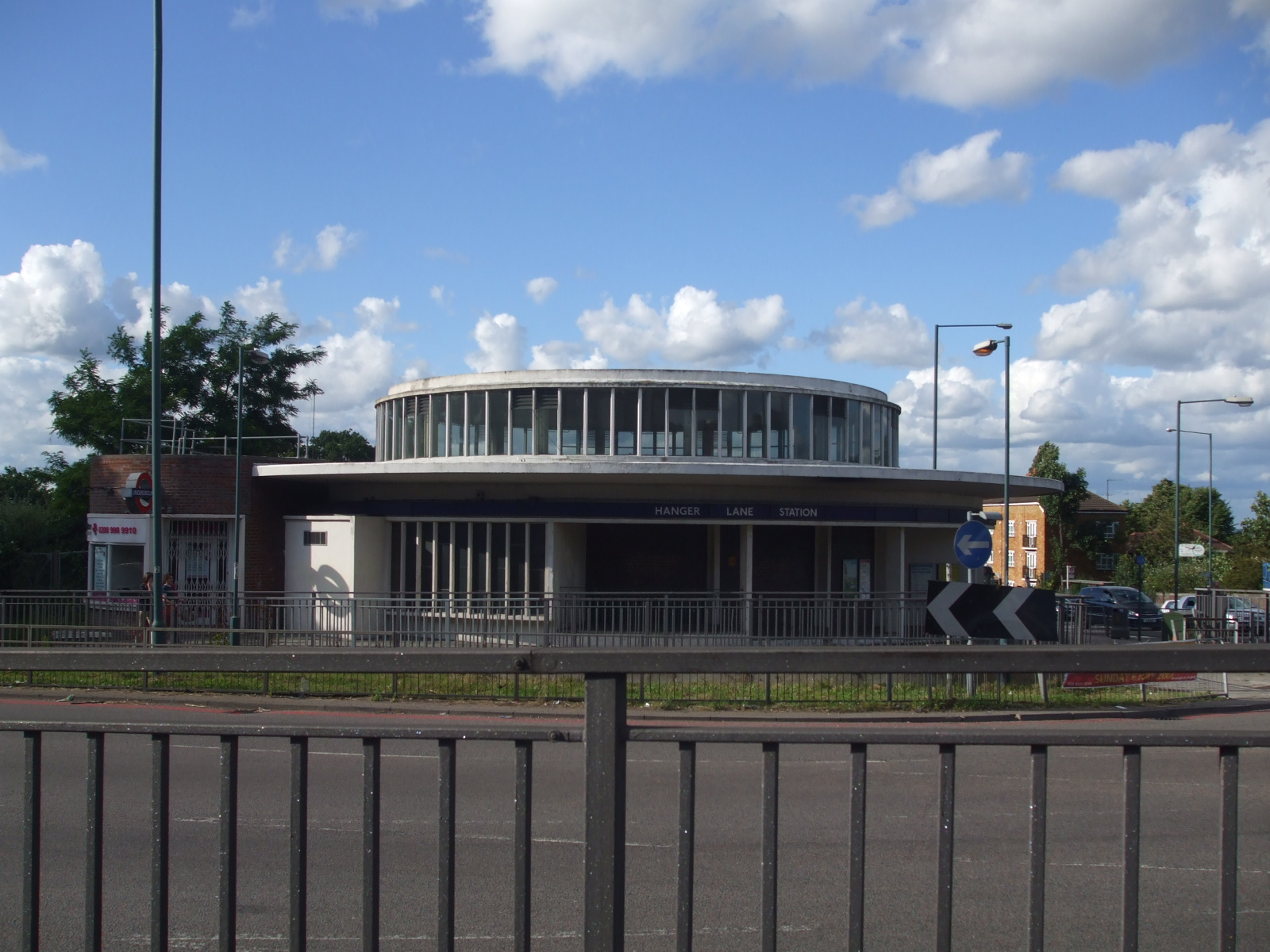
Stationsgebäude

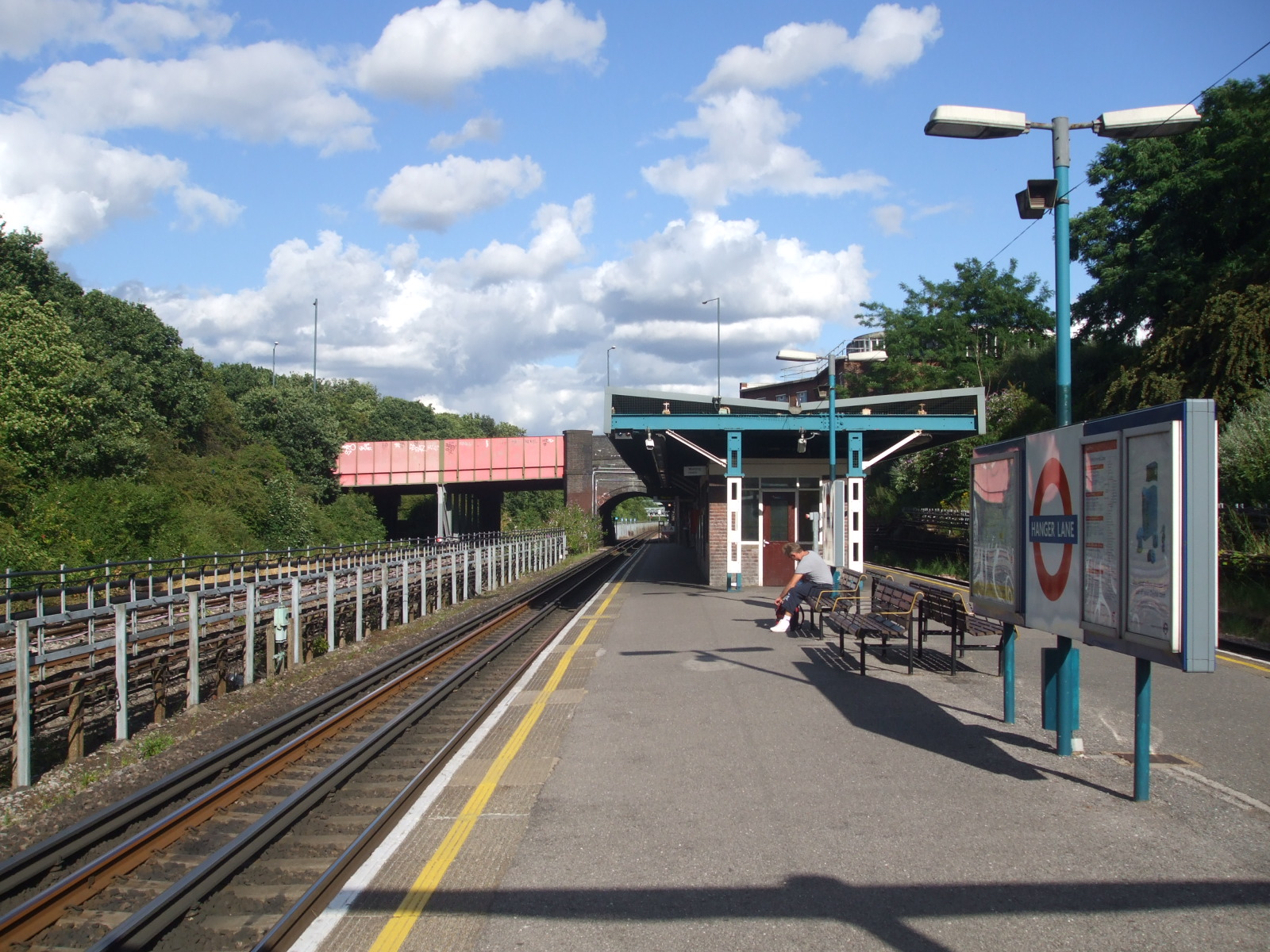
Bahnsteig, Blick Richtung Osten

Hanger Lane ist eine oberirdische Station der London Underground im Stadtbezirk London Borough of Ealing. Sie liegt in der Travelcard-Tarifzone 3, inmitten eines großen Kreisverkehrs, in dem sich die mehrspurige Schnellstraße A40 und die nördliche Ringstraße A406 kreuzen. Im Jahr 2013 nutzten 3,63 Millionen Fahrgäste die von der Central Line bediente Station. Wenige hundert Meter entfernt befindet sich die Station Park Royal der Piccadilly Line.
Die Great Western Railway (GWR) und die Great Central Railway eröffneten 1903 die gemeinsam errichtete New North Main Line (NNML). Der Haltepunkt Twyford Abbey (wenige Meter östlich des Standorts der heutigen Station) wurde am 1. Mai 1904 eröffnet und am 1. Mai 1911 wieder geschlossen. Der am selben Tag eröffnete Ersatz-Haltepunkt Brentham (etwas westlich des heutigen Standorts gelegen) war von 1915 bis 1920 aus Spargründen außer Betrieb.
Im Rahmen des 1935 beschlossenen New Works Programme des London Passenger Transport Board wurde nach dem Ende des Zweiten Weltkriegs eine zusätzliche Doppelspur entlang der NNML verlegt, um den U-Bahn-Betrieb zwischen North Acton und West Ruislip zu ermöglichen. Der U-Bahn-Betrieb der Central Line konnte am 30. Juni 1947 aufgenommen werden und die GWR schloss den Haltepunkt Brentham.